# Turistička i ugostiteljska škola Dubrovnik
Turistička i ugostiteljska škola Dubrovnik, srednja škola u Dubrovniku i regionalni centar kompetentnosti u sektoru turizam i ugostiteljstvo. Ima četverogodišnje smjerove turistička gimnazija (od školske godine 2013./14.), hotelijersko-turistički tehničar, hotelijersko-turistički komercijalist i agroturistički tehničar, te trogodišnje kuhar, konobar i slastičar. Nalazi se na Pločama (Župska 2), a osnovana je 1947. Razredna odjeljenja broje do 26 učenica i učenika. Nova zgrada škole namjerava se izgraditi na Babinom kuku. Predviđa se izgradnja velike školske zgrade koja će imati i male hotele gdje će učenici pohađati nadziranu praksu.

## Vanjske poveznice
- [neaktivna poveznica]